# Man on the Moon: The End of Day
A Man on the Moon: The End of Day Kid Cudi amerikai rapper debütáló albuma, amely 2009. szeptember 15-én jelent meg. Az albumot Common narrálja és az első teljes hosszúságú stúdióalbuma, az A Kid Named Cudi (2008) mixtape után. Az albumon sok producer dolgozott, többek között Kanye West, Plain Pat, Emile Haynie és Dot da Genius.
A Man on the Moon: The End of Dayről három kislemez jelent meg, a Day ’n’ Nite, a Make Her Say és a Pursuit of Happiness, amelyek közül a legelső platinalemez szintet ért el. Az album népszerűsítését Cudi segítette egy turnéval is, amelyen Asher Roth-val és Lady Gagával lépett fel. Az album szerepelt több listán is, amely az év legjobb albumait rangosorlta, és mindezek mellett három Grammy-díjra is jelölték.
Az album negyedik helyen debütált a Billboard 200-on és több, mint 100 ezer példányt adtak el belőle az első héten. Később dupla platinalemez lett. 2020-ban a Rolling Stone 459. helyen rangsorolta a Minden idők 500 legjobb albuma listáján.

## Háttere
Nem sokkal az album bejelentése után (az AllMusic információi alapján) az egyik legvártabb album lett. Mielőtt aláírt a GOOD Musichoz és a Universal Motownhoz, Kanye Westtel dolgozott együtt a 2008-as 808s & Heartbreak albumán, amelyen négy számot is együtt írtak. Cudi azt mondta, hogy azoknak a számoknak a sikerei nélkül a Man on the Moon: The End of Day nem lett volna egy nagyobb kiadó által se átvéve. Abban reménykedett, hogy az album meg fogja mutatni, hogy van saját hangja és elkülönítené Westtől. Az LP eredetileg a Man on the Moon: The Guardians címet kapta volna, de később megváltoztatták az alcímet The End of Dayre. Részben Andy Kaufmannak köszönhető az új alcím. Mescudi úgy tervezte, hogy ez lesz az első album egy trilógiában, amelynek a második része a The Ghost and the Machine címet kapta volna.
A Day ’n’ Nite sikerei előtt a rapper azt mondta, hogy soha nem szeretné a politikát belekeverni a zenéjébe. Miután felismerte, hogy mekkora hangja van, azután kezdett el fontos és páratlan dalokat írni, úgy hogy sokkal inkább az üzenetre fókuszált, mint hogy üres zenét csináljon. Azt mondta, hogy akkoriban úgy működött, hogy „Helló, itt vannak ezek a jól hangzó számok, amiknek nincsen sok üzenete,” de ettől függetlenül még mindig személyesek voltak. Azt mondta, hogy nem akart olyan dalszövegeket írni, amelyek nem illettek a való életben használt beszédstílusába és fontos volt neki, hogy az igazi énjét adja. „Nem úgy beszélek, mint egy kocka srác, hanem, mint egy normális ember.”
A Day ’n’ Nite-ot nagybátyja halála után írta. A páros nem volt beszélő viszonyban, miután a nagybátyja kitette a házából, mielőtt Cudi biztos megélhetésre tehetett volna szert. Cudi soha nem kért bocsánatot tőle, amit már nagyon sajnál. Több másik számban is beszél ugyanazokról a témákról, mint a kislemezen. 2007-ben Drake, aki Cudi egyik első nagyobb rajongója volt, érdeklődését fejezte ki, hogy csináljon egy hivatalos remixet a dalból vele. Cudi ezt elutasította, mert nem akart együtt dolgozni olyan előadókkal, akik ugyanazokban a kreatív területeken mozogtak, mint ő és, mert éppen a saját zenéit készítette. Negyedik osztályos korától, apja halála után Cudi elkezdett álmodni a saját haláláról (legtöbbször ez egy autóbaleset volt). Ezeket mind előhozta a zenéjében is. Egy BlackBookkal készített interjúban a következőt mondta:
Minden szám egy üzenet. Minden hook stadiumokban játszható, megénekelteti a közönséget és erőteljes. És már alig várom, hogy stadionnyi embertömegeket lássak énekelni őket. Mindenképpen hangosan kell hallgatni az albumomat, de akkor is jó hallgatni, ha füvezel vagy mennél aludni. Már megvan, hogy hogyan akarom az első hét számot felállítani. Ha az elejétől a végéig végigjátszom, akkor csak így kikapcsolok és a legjobb utazáson haladok végig. Betépve kell lenned, hogy értékelni tudd a zeneiségét és, hogy mi hogyan van összerakva az albumon, de nem mindenképp kell betépve lenned, hogy élvezni tudd.

## Népszerűsítés

### Kislemezek

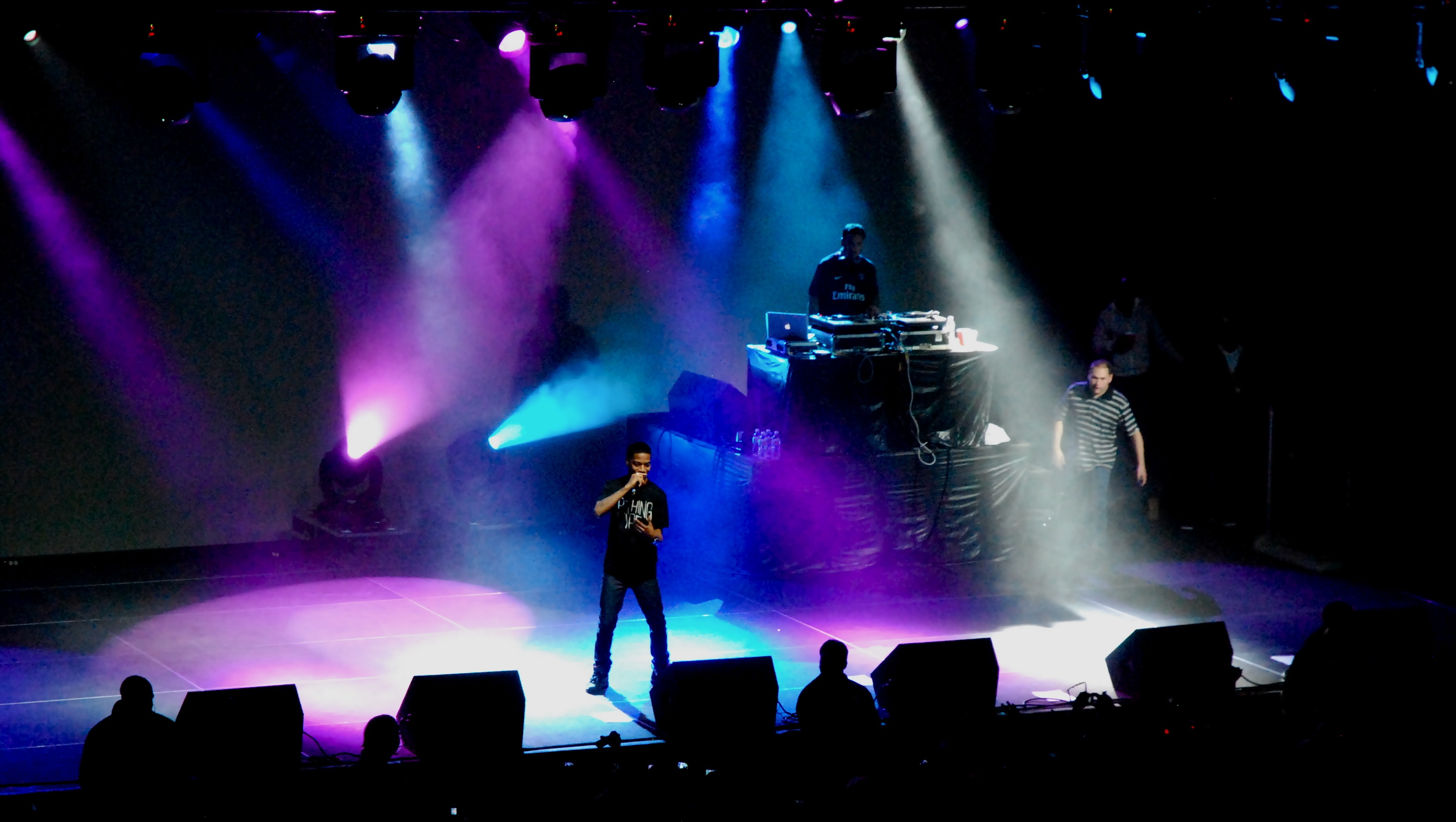
Kid Cudi, egy 2009-es koncertje közben

Az első kislemez az albumról a Day ’n’ Nite volt, ami nagyon jól teljesített, ami a 88. helyen debütált és az 5. helyig jutott el a Billboard Hot 100-on, amivel Cudi legjobb teljesítménye lett ezen a slágerlistán. A kislemez Belgiumban és az Egyesült Királyságban is a második helyet tudta elérni. Franciaországban a legjobb tíz, Írországban, Németországban és Ausztráliában pedig a legjobb húsz pozícióban volt megtalálható. 2009-ben egyszeres, 2019-re pedig ötszörös platinalemez elismerést kapott a RIAA-tól. Cudi örült, hogy készíthetett a dalhoz egy videóklipet, de nem tetszett neki, hogy az ötleteinek nagy része nem volt figyelembe véve. Később készített egy második klipet, amelyet a francia rendező, So Me készített.
Annak ellenére, hogy Cudi a Sky Might Fallt tervezte a második kislemezként kiadni, helyette a Make Her Sayt választották. Az előzőhöz képest ez kevésbé volt sikeres, a legmagasabb pozíciója a 18. volt a belga slágerlistákon. A videóklipet Nez Khammal rendezte és split screen technológiát kihasználva érték el, hogy úgy tűnjön, hogy a három előadó egy helyen vette fel a videóklipet, miközben az Egyesült Államok szemközti partjain történtek a felvételek. Common és Cudi a keleti parton New Yorkban, míg Kanye West Los Angelesben, a nyugati parton. Az utolsó kislemez az albumról a Pursuit of Happiness volt 2010 januárjában. 59. helyen végzett a Billboard Hot 100 slágerlistán és a legmagasabb pozíciója pedig 41. volt Ausztráliában. Mind a Pursuit of Happiness, mind a Make Her Say kislemez platinalemez elismerést kapott a RIAA-tól (korábbi ötszörös, míg az utóbbi kétszeres).

Kid Cudi és Lady Gaga egy 2009-es koncerten

### Turné
Eredetileg Cudi nem tervezett turnézni a megjelenésig, hogy ne keltsen felesleges felhajtást az album körül. Ennek ellenére 2009 júliusa és augusztusa között turnézott Asher Rothtal. 2009 októberében a marylandi The Ulalume Music fesztiválon előadta az album összes kislemezét. 2009-ben Lady Gagával is fellépett, a The Monster Ball turnéja első részében Észak-Amerikában, ahol a Make Her Sayt adta elő. Kevesebb, mint egy hónappal később, egy közönséggel való összekapás után bejelentették, hogy Cudi elhagyja a turnét: „Kid Cudi úgy döntött, hogy idő előtt elhagyja Lady Gaga The Monster Ball turnéját, hogy az időbeosztását helyre tudja állítani, színészi kötelezettségei és az új albumának felvételei miatt. Cudi nem akar csalódást okozni rajongóinak, és saját turnéjának időpontjait továbbra is véghez fogja vinni decemberben és januárban.” Ennek ellenére egy Complex-szel készített interjújában azt mondta, hogy kirúgták a turnéról: „Gyakorlatilag kirúgott a turnéról, mert nem akarta, hogy ilyen negatív energia legyen a turnéján? Nem csináltam semmit azzal a lánnyal.”

## Kereskedelmi teljesítménye
A 2009. szeptember 23-án végetérő héten a Man on the Moon: The End of Day negyedik helyen debütált a Billboard 200-on, miközben 104 ezer példányt adtak el belőle az első héten, csak Jay-Z The Blueprint 3, Whitney Houston I Look to You és a Muse The Resistance albuma mögött. A 2009-es év végi ranglistán az album a 157. helyet kapta. Ugyanígy a negyedik helyen volt a legmagasabb pozíciója a US Rap Albumok listán is. Ezeken a listákon nem ért el magasabb pozíciót és a következő stúdióalbumával a Man on the Moon II: The Legend of Mr. Ragerrel túlszárnyalta. A The End of Day a US R&B/Hip-Hop albumok listának is a legjobb 10 pozícióján belül végzett.
A francia ranglistákon az 56. helyen debütált és nem ért el ennél magasabb pozíciót. Öt hétig volt az első 200 hely egyikén. Ugyanez volt a helyzet a svájci listákon is. Ausztráliában a 2009. szeptember 28-i héten a 85. helyen érte el legmagasabb pozícióját az ARIA listákon. 2016 áprilisáig az albumból több, mint 860 ezer példányt adtak el az Egyesült Államokban. 2017. július 12-én dupla platinalemez lett az album, amely azt jelenti, hogy összességében több, mint 2 millió példányban kelt el.

## Hagyatéka és hatása
A Man on the Moon: The End of Day hatása a mai napig érezhető a hiphop és popkultúrában. Több újság is klasszikusnak nevezte és az egyik legbefolyásosabb albumnak a hiphop kultúrára. Travis Scott, Kyle, Logic, Isaiah Rashad, Raury és Lil Yachty mind megemlítették Kid Cudit, mint az egyik legnagyobb befolyásuk. Travis Scott 2013-as Owl Pharaoh mixtapejét hasonlították a Man on the Moon: The End of Dayhez és stilisztikailag is hatást gyakorolt rá az album.

## Számlista
| 1. | In My Dreams (Cudder Anthem) | Scott Mescudi Emile Haynie                             | Haynie    | 3:19 |
| 2. | Soundtrack 2 My Life         | Mescudi                                                | Haynie    | 3:56 |
| 3. | Simple As...                 | Mescudi Patrick Reynolds Andy McCluskey Paul Humphreys | Plain Pat | 2:31 |

| 4. | Solo Dolo (Nightmare)                     | Mescudi Thomas Brenneck Dave Guy Leon Michels                                      | Haynie            | 4:26 |
| 5. | Heart of a Lion (Kid Cudi Theme Music)    | Mescudi Jean Baptiste Michael McHenry                                              | Free School       | 4:21 |
| 6. | My World (Billy Cravens közreműködésével) | Mescudi Reynolds Jeff Bhasker Claude Puterflam Christian Padovan Gerard Kawczynski | Plain Pat Bhasker | 4:03 |

| 7. | Day ’n’ Nite                            | Mescudi Oladipo Omishore | Dot da Genius Kid Cudi cop | 3:41 |
| 8. | Sky Might Fall                          | Mescudi Kanye West       | West Kid Cudi cop          | 3:41 |
| 9. | Enter Galactic (Love Connection Part I) | Mescudi Matt Friedman    | Friedman                   | 4:20 |

| 10. | Alive (Nightmare) (a Ratatat közreműködésével)                           | Mescudi Evan Mast Mike Stroud | Ratatat | 4:07 |
| 11. | Cudi Zone                                                                | Mescudi Haynie | Haynie  | 4:19 |
| 12. | Make Her Say (Kanye West és Common közreműködésével)                     | Mescudi West Lonnie Lynn Stefani Germanotta Nadir Khayat Rasheed Faheem Nathan Walker Breyon Prescott Christopher Henderson Brandon Melancon James Brown John Conte, Jr. Terius Nash Jamie Foxx | West    | 3:36 |
| 13. | Pursuit of Happiness (Nightmare) (az MGMT és a Ratatat közreműködésével) | Mescudi Mast Stroud | Ratatat | 4:55 |

| V. felvonás: A New Beginning | V. felvonás: A New Beginning              | V. felvonás: A New Beginning                                   | V. felvonás: A New Beginning | V. felvonás: A New Beginning | V. felvonás: A New Beginning | V. felvonás: A New Beginning | V. felvonás: A New Beginning | V. felvonás: A New Beginning | V. felvonás: A New Beginning |
|                              | Cím                                       | Szerző(k)                                                      | Producer(ek)                 | Hossz                        |                              |                              |                              |                              |                              |
| ---------------------------- | ----------------------------------------- | -------------------------------------------------------------- | ---------------------------- | ---------------------------- | ---------------------------- | ---------------------------- | ---------------------------- | ---------------------------- | ---------------------------- |
| 14.                          | Hyyerr (Chip tha Ripper közreműködésével) | Mescudi Christian Kalla Charles Worth Kenneth Gamble Leon Huff | Crada                        | 3:32                         |                              |                              |                              |                              |                              |
| 15.                          | Up Up & Away                              | Mescudi Baptiste Michael McHenry Alain Whyte                   | Free School                  | 3:47                         |                              |                              |                              |                              |                              |
| 58:29                        |                                           |                                                                |                              |                              |                              |                              |                              |                              |                              |

| 16. | Man on the Moon (The Anthem)                | Mescudi Nosaj Thing                                                         | Haynie        | 3:27 |
| 17. | T.G.I.F. (Chip tha Ripper közreműködésével) | Mescudi Worth Alex Fitts Matt Pentilla                                      | The Kickdrums | 2:23 |
| 18. | Is There Any Love? (Wale közreműködésével)  | Mescudi Haynie Trevor Dandy Mark Hasselbach Paul Zaza Olubowale Akintimehin | Haynie        | 3:31 |

| 16. | Day ’n’ Nite (Crookers Remix) | Mescudi Omishore | Dot da Genius Kid Cudi cop | 4:41 |

Megjegyzések
- cop Asszisztens producert jelöl

Hangminták
- In My Dreams (Cudder Anthem): Biceps, eredetileg előadta: Garnegy and Maties.
- Simple As...: ABC (Auto-Industry), eredetileg előadta: Orchestral Manoeuvres in the Dark.
- Solo Dolo (Nightmare): The Traitor, eredetileg előadta: Menahan Street Band.
- Heart of a Lion (Kid Cudi Theme Music): You Make Me Feel Brand New, eredetileg előadta: The Stylistics.
- My World: All What I Have, eredetileg előadta: Le Système Crapoutchik.
- Make Her Say: Poker Face (Piano & Voice Version), eredetileg előadta: Lady Gaga; és Let’s Ride, eredetileg előadta: Q-Tip.
- Hyyerr: Early Morning Love, eredetileg előadta: Lou Rawls.
- Man on the Moon (The Anthem): Aquarium, eredetileg előadta: Nosaj Thing.

## Előadók
| - Kid Cudi – executive producer, producer - Jeff Bhasker – billentyűk, producer, háttérének - Common – narrátor - Andrew Dawson – hangmérnök - Matthew Friedman – producer - Dot da Genius – hangmérnök, keverés, producer - Larry Gold – vonós hangszerelés, vonósok string arrangements, strings - Ben Goldwasser – vokál - Emile Haynie – hangmérnök, executive producer - Anthony Kilhoffer – hangmérnök - L.E.X. – vokál - Erik Madrid – asszisztens - Manny Marroquin – keverés - Vlado Meller – masterelés | - The Larry Gold Orchestra – vonósok - Anthony Palazzole – asszisztens - Christian Plata – asszisztens - Ratatat – hangmérnök, producer - Plain Pat – executive producer, producer - Sylvia Rhone – executive producer - Scott Sandler – kivitelezés - Bill Sienkiewicz – illusztrációk - Andrew Van Wyngarden – vokál - Kanye West – executive producer, producer - Crada – producer - Ryan West – hangmérnök - Alain Whyte – gitár |

## Slágerlisták
| Slágerlisták (2009-2016)               | Legmagasabb pozíció |
| -------------------------------------- | ------------------- |
| Ausztrál Albumok (ARIA)                | 85                  |
| Kanadai Albumok (Billboard)            | 11                  |
| Francia Albumok (SNEP)                 | 56                  |
| Német Albumok (Offizielle Top 100)     | 90                  |
| Svájci Albumok (Schweizer Hitparade)   | 56                  |
| UK R&B Albumok (OCC)                   | 15                  |
| US Billboard 200                       | 4                   |
| US Top Catalog Albumok (Billboard)     | 16                  |
| US Top R&B/Hip-hop Albumok (Billboard) | 5                   |
| US Top Rap Albumok (Billboard)         | 4                   |

| Év   | Slágerlista                            | Helyezés |
| ---- | -------------------------------------- | -------- |
| 2009 | US Billboard 200                       | 157      |
| 2009 | US Top R&B/Hip-Hop Albumok (Billboard) | 74       |
| 2009 | US Top Rap Albumok (Billboard)         | 25       |
| 2010 | US Billboard 200                       | 127      |
| 2010 | US Top R&B/Hip-Hop Albumok (Billboard) | 33       |
| 2010 | US Top Rap Albumok (Billboard)         | 14       |
| 2011 | US Top R&B/Hip-Hop Albumok (Billboard) | 70       |
| 2020 | US Billboard 200 (Billboard)           | 186      |
| 2021 | US Billboard 200 (Billboard)           | 106      |
| 2022 | US Billboard 200                       | 90       |
| 2022 | US Top R&B/Hip-Hop Albums (Billboard)  | 76       |
| 2023 | US Billboard 200                       | 143      |

## Minősítések
| Régió                                                            | Minősítés  | Eladott példányszám |
| ---------------------------------------------------------------- | ---------- | ------------------- |
| Dánia (IFPI Denmark)                                             | arany      | 10 000‡             |
| Egyesült Államok (RIAA)                                          | 4× platina | 4 000 000‡          |
| Egyesült Királyság (BPI)                                         | arany      | 100 000‡            |
| ‡ Eladási+streaming példányszámok kizárólag a minősítés alapján. |            |                     |

| Régió                                                            | Minősítés                         | Eladott példányszám               |
| Day ’n’ Nite (eredeti vagy remix)                                | Day ’n’ Nite (eredeti vagy remix) | Day ’n’ Nite (eredeti vagy remix) |
| ---------------------------------------------------------------- | --------------------------------- | --------------------------------- |
| Ausztrália (ARIA)                                                | arany                             | 35 000^                           |
| Belgium (BEA)                                                    | arany                             |                                   |
| Brazília (Pro-Música Brasil)                                     | arany                             | 30 000‡                           |
| Dánia (IFPI Denmark)                                             | platina                           | 90 000‡                           |
| Egyesült Államok (RIAA)                                          | gyémánt                           | 10 000 000‡                       |
| Egyesült Királyság (BPI)                                         | 2× platina                        | 1 200 000‡                        |
| Németország (BVMI)                                               | 3× arany                          | 450 000‡                          |
| Olaszország (FIMI)                                               | arany                             | 35 000‡                           |
| Új-Zéland (RMNZ)                                                 | arany                             | 7 500*                            |
| Soundtrack 2 My Life                                             |                                   |                                   |
| Egyesült Államok (RIAA)                                          | 3× platina                        | 3 000 000‡                        |
| Pursuit of Happiness                                             |                                   |                                   |
| Ausztrália (ARIA)                                                | platina                           | 70 000^                           |
| Belgium (BEA)                                                    | arany                             | 15 000*                           |
| Brazília (Pro-Música Brasil)                                     | platina                           | 60 000‡                           |
| Dánia (IFPI Denmark)                                             | platina                           | 90 000‡                           |
| Egyesült Államok (RIAA)                                          | 12× platina                       | 12 000 000‡                       |
| Egyesült Királyság (BPI)                                         | platina                           | 600 000‡                          |
| Németország (BVMI)                                               | platina                           | 300 000‡                          |
| Olaszország (FIMI)                                               | arany                             | 25 000‡                           |
| Spanyolország (PROMUSICAE)                                       | arany                             | 20 000‡                           |
| Új-Zéland (RMNZ)                                                 | 4× platina                        | 60 000‡                           |
| Make Her Say                                                     |                                   |                                   |
| Egyesült Államok (RIAA)                                          | platina                           | 1 000 000‡                        |
| Up Up & Away                                                     |                                   |                                   |
| Egyesült Államok (RIAA)                                          | platina                           | 1 000 000‡                        |
| ‡ Eladási+streaming példányszámok kizárólag a minősítés alapján. |                                   |                                   |